# Appuwašu
Appuwašu, auch Appuašu, war in der Mitte des 6. Jahrhunderts v. Chr. König von Pirindu (Kilikien). Nach der Eroberung Kilikiens durch Nabu-kudurri-usur II. griff Appuwašu Syrien an und entzog sich so vermutlich dem babylonischen Einfluss. 557 v. Chr. führte Nergal-šarra-usur deshalb einen Rachefeldzug gegen ihn, wobei er geschlagen wurde, aber entkam. Residenzstädte Appuwašus waren Ura und Kiršu, das mit dem heutigen Meydancıkkale etwa 40 Kilometer westlich von Silifke, identifiziert wird.